# Podocarpus insularis
Podocarpus insularis — вид хвойних рослин родини подокарпових.

## Поширення, екологія
Країни поширення: Папуа Нова Гвінея (архіпелаг Бісмарка); Соломонові Острови; Вануату. Росте як дерево у субгірських і гірських дощових лісах від близько рівня моря до 1500 м над рівнем моря. Як правило, росте розкидано, але локально поширено і досягає значних розмірів у захищених лісах, але залишається низьким, хирлявим деревом на відкритих гірських хребтах.

## Використання
Великі дерева дають цінну деревину, використовувану для легких конструкцій, столярних виробів, суднобудування (особливо весла), і підлоги.

## Загрози та охорона
Вирубка великих дерев на більш низьких висотах ставить загрозу тому, що цей вид росте повільно. Вирубка лісів відбувається, але як і раніше неоднорідно, на деяких островах більш швидко а на інших островах практично відсутня. Цей вид не відомо, чи росте в природоохоронних територіях.